# 제임스 트로이시
제임스 트로이시(영어: James Troisi, 1988년 7월 3일 ~ )는 현재 웨스턴 유나이티드에서 공격형 미드필더, 윙어로 뛰고 있는 오스트레일리아의 축구 선수이다.